# 高野ムツオ
高野 ムツオ（たかの ムツオ、1947年7月14日 - ）は、宮城県出身の俳人。本名は高野睦夫。金子兜太の「海程」所属を経て佐藤鬼房に師事、鬼房の跡を継ぎ現「小熊座」主宰。2024年、現代俳句協会会長に就任。多賀城市在住。

## 経歴
岩ケ崎町（現栗原市）に生まれる。栗駒町立岩ヶ崎中学校、宮城県古川工業高等学校を経て、國學院大學文学部文学科を卒業。小学生のころより父に連れられて句会や吟行会に参加。10歳のころ、初の投句が句会で来町していた阿部みどり女の選に入る。中学時代には『河北新報』のみどり女選の俳句欄に投句、高校時代よりみどり女主宰の俳誌「駒草」に投句した。神奈川県の地方公務員として勤務する傍ら、国学院の夜間部では俳句研究会に入会し機関誌を発行。また金子兜太の「海程」に入会し同神奈川支部にも出入りする。
大学卒業後は仙台で中学校の国語科教諭として勤務。1972年、海程新人賞準賞を受賞。1985年、佐藤鬼房の「小熊座」が創刊され、翌年より校正に携わる。1987年、金子兜太の勧めにより第一句集『陽炎の家』を出版。1988年、第24回海程賞を受賞。1993年、第二句集『烏柱』出版。1994年、宮城県芸術選奨、第44回現代俳句協会賞を受賞。2002年の佐藤鬼房の逝去ののち「小熊座」を主宰。
2007年に咽頭癌手術を経験、2011年に東日本大震災に直面し、以降積極的に震災詠を作る。2013年、「四肢へ地震ただ轟轟と轟轟と」「車にも仰臥という死春の月」「みちのくの今年の桜すべて供花」など、震災詠を多数含む第五句集『萬の翅』を上梓。同句集により第65回読売文学賞（詩歌俳句賞）、第6回小野市詩歌文学賞、第48回蛇笏賞受賞。蛇笏賞は戦後生まれ初の受賞者。また深見けん二『菫濃く』と同時受賞であり、2作受賞は31年ぶりとなる。
その他の句集に『雲雀の血』（1996年）、『蟲の王』（2003年）がある。俳句研究賞選考委員、角川俳句賞選考委員、河北俳壇選者、日本現代詩歌文学館館長などを務める。
2023年度「NHK俳句」第4週選者。

## 著書
- 陽炎の家（1987年）
- 烏柱（1993年）
- 雲雀の血（ふらんす堂〈21世紀俳人シリーズ〉、1996年）
- 蟲の王（角川書店〈小熊座叢書 69>、2003年）
- 高野ムツオ集（邑書林〈セレクション俳人 10〉、2007年）
- NHK俳句 大人のための俳句鑑賞読本 時代を生きた名句（NHK出版、2012年）
- 萬の翅（角川学芸出版、2013年）
- 片翅（邑書林、2016年）
- 語り継ぐいのちの俳句 - 3・11以後のまなざし（朔出版、2018年)
- 鑑賞　季語の時空（角川文化振興財団、2020年）
- あの時―俳句が生まれる瞬間（写真・佐々木隆二、朔出版、2021年)